# 佩諾區

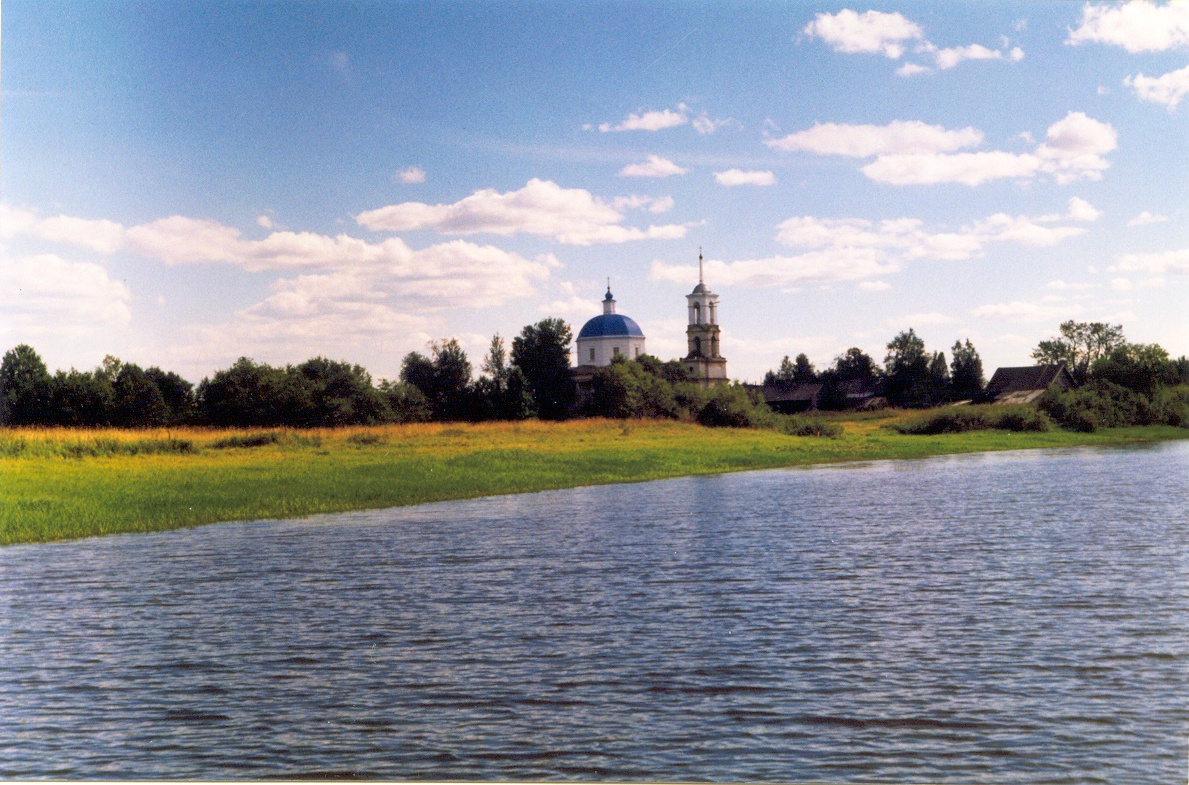

56°56′30″N 32°44′07″E / 56.94167°N 32.73528°E
佩諾區（俄语：Пеновский район），是俄羅斯的一個區，位於該國西部，由特維爾州負責管轄，面積2,385平方公里，2010年該區人口6,864，人口密度每平方公里2.88人。